# Stein Eriksen
Stein Eriksen (n. 11 decembrie 1927, Oslo, Norvegia – d. 27 decembrie 2015, Park City⁠(d), Utah, SUA) a fost un schior alpin ce a reprezentat Norvegia, medaliat olimpic. A participat la 2 ediții ale Jocurilor Olimpice (1948, 1952) în care a câștigat o medalie de aur și o medalie de argint.